# الأسايش
الأسايش (الأمن بالكردية) هي قوات الأمن الداخلي الكردية وبذلك تعتبر شرطة أقليم كردستان العراق وتقابلها قوات البشمركة والتي تمثل الجيش في كردستان العراق.

## المهام
- الحفاظ على النظام العام والسلم الأهلي والأمن الاجتماعي وتوفير الظروف والشروط اللازمة لها
- الحفاظ على المؤسسات المدنية وحماية الممتلكات العامة والخاصة للمجتمع
- حماية التراث وقيم الشعب بكافة مكوناته والحفاظ على امن وسلامة الأماكن المقدسة والاثار
- مكافحة التهريب بكافة اشكالها
- تنظيم حيازة الأسلحة والذخيرة بكافة أشكالها وإصدار القرارات والبلاغات اللازمة لهذا الشأن
- منع الظواهر والأعمال السلبية والمخلة بالآداب والأخلاق العامة
- البحث والتحري في حالات الجرم المشهود والتحقيق فيها وتنظيم الضبوط اللازمة
- تنفيذ كافة القرارات والاحكام و البلاغات والتعاميم و الأوامر الصادرة عن الجهات الإدارية والعدلية الواردة إليهم بشكل رسمي دون تلكأ أو تردد
- تلقي الإخبار والشكاوي و التدخل الفوري ووفقاً للقانون
- لا يجوز إلقاء القبض على إي شخص كان أو دخول الأماكن الخاصة والمصانة إلا بإذن من الجهة القضائية المختصة ويستثنى من ذلك حالات الجرم المشهود
- تنظيم وضبط سير المركبات داخل التجمعات السكنية وخارجها و إصدار قرارات تنظم عملية السير.[1][2][3][4]